# Digitalova
Albums de Laylow
Mercy
(2016) .RAW
(2018)
Digitalova est le deuxième EP du rappeur français Laylow, sorti le 5 juillet 2017 sous le label DigitalMundo.

## Liste des pistes
| No  | Titre                                       | Auteur          | Compositeur(s)  | Durée |
| --- | ------------------------------------------- | --------------- | --------------- | ----- |
| 1.  | Bionic                                      | Laylow          | Roski Business  | 4:15  |
| 2.  | Ignore                                      | Laylow          | Kezo            | 4:03  |
| 3.  | Gogo (feat. Jok'Air)                        | Laylow, Jok'Air | Didaï           | 4:05  |
| 4.  | Villa sur la côte                           | Laylow          | Louis Stu, Wit. | 3:52  |
| 5.  | Enlève le shirt (interlude) (feat. Sir'Klo) | Laylow, Sir'Klo | SINS            | 2:34  |
| 6.  | Digitalova                                  | Laylow          | Everydayz       | 3:23  |
| 7.  | Bad romance                                 | Laylow          | Risky Business  | 3:36  |
| 8.  | Digital Vice City                           | Laylow          | Mr. Anderson    | 4:47  |
| 9.  | Wavy                                        | Laylow          | Mr. Anderson    | 3:50  |
| 10. | Malentendu                                  | Laylow          | Mr. Anderson    | 4:23  |

## Titres certifiés en France
- Gogo (feat. Jok'Air)  Or [1]

## Clips vidéos
- Digitalova : 26 avril 2018[2]
- Gogo (feat. Jok'Air) : 26 avril 2018[3]